# Minecraft Education
Minecraft Education (anciennement Minecraft: Education Edition) est une version de Minecraft adaptée à l'enseignement, qui présente tout de même de très nombreuses similarités au jeu original, seules différences étant l'ajout de nombreux élément et objets divers. La version officielle de cette adaptation est sortie en novembre 2016 et le coût est de 5€ par an et par ordinateur.
Des cartes préconçues et réalisées par d'autres enseignants sont également disponibles sur une plateforme appartenant à Microsoft.

## Microsoft Minecraft Education Academy
À Mons, un espace nommé Minecraft Education Academy a été créé le vendredi 13 mai 2022. Cet espace de 150m2 a été créé à la suite d'un partenariat entre Microsoft et Technocité afin de permettre aux enseignants de se former à l'utilisation de Minecraft à des fins éducatives.